# Convento de las Brígidas (Vitoria)
El convento de las Brígidas es un edificio religioso ya desaparecido, que se encontraba en la calle de la Magdalena de la ciudad española de Vitoria.

## Historia
La primera noticia que existe del convento es una convención que hicieron los caballeros de la Cofradía del Campo de Arriaga con el concejo de Vitoria el 24 de noviembre de 1291, con el fin de poner coto a los atropellos, desafíos y asesinatos que venían realizándose entre los vecinos de la villa y los del campo. En ese documento, se cita a Santa María Magdalena, primer nombre del convento, como límite jurisdiccional de la ciudad. Fue, en un principio, hospital de llagados y leprosos, enfermedad esta bastante extendida por entonces, y estaba encomendado a la orden de San Lázaro. Las primeras actas del Ayuntamiento vitoriano en las que se hace mención al lugar, en 1480, se refieren a él como la casa de la Magdalena.
La ciudad acordó en el año 1575 convertir el hospital en convento y, en 1589, las monjas carmelitas descalzas de la orden de Santa Teresa de Jesús ocuparon el lugar. La historia de la permanencia de esta comunidad en el convento es accidentada, llena de complicaciones, dando lugar a frecuentes contiendas entre las religiosas y la ciudad, llegando incluso a requerir la intervención del nuncio para dirimirlas.
El 15 de marzo de 1653, llegaron al inmediato pueblo de Armentia las primeras monjas de la orden que pasó a ocupar el convento. Allí oyeron misa y comieron. El mismo día, recibieron la visita de dos comisionados del Ayuntamiento de Vitoria, personas notables de la ciudad y varios eclesiásticos. La comitiva al completo entró por el portal de Arriaga, la calle Cuchillería y la plaza. Se hicieron grandes funciones y en tres días no se clausuró, para poder recibir la comunidad a las mujeres que deseasen visitarlas.
El convento de la misma orden de Lasarte lo fundaron en 1671 las religiosas salidas del de Vitoria, para dar cumplimiento al deseo de Antonio de Oquendo.

## Descripción
Contaba con una fachada monumental. El cuerpo principal era de orden jónico compuesto, con un ancho en su planta de treinta pies y cincuenta de alto, dos columnas con sus basas y capiteles, apoyado sobre un zócalo liso. La cornisa horizontal, de siete pies y medio, remataba en un ático. La puerta de entrada, de seis pies de ancho y doble de alto, estaba guarnecida en su jamba con marco de moldura y dos columnas de mármol negro procedente de Mañaria, de orden compuesto. Había sobre la cornisa un banquillo, con una jamba de moldura encima, además de una pilastra a cada lado, la cornisa sostenida por dos ménsulas; en el centro, un medallón de piedra blanca que representaba la aparición de Jesús a la Magdalena en traje de hortelano, dado que esta era la patrona del convento. Había sobre esta cornisa otro banquillo y, encima, el escudo de armas de Santa Brígida.
En el muro que daba sobre el Campo de Brígidas estaba el antiguo escudo de armas de Vitoria, patrona del convento, hallado en un gran sillar e iluminado con diversos colores. La iglesia del convento, a la cual servía de ingreso la fachada ya descrita, era pequeña, de estilo ojival y una sola nave. En la capilla mayor había una inscripción puesta por la ciudad, pues esta era patrona y propietaria.